# Teresa de Lucena
Teresa de Lucena (Toledo, 1467, Orgaz, 1500) fue una sefardí conversa, hija del impresor Juan de Lucena a cuyo taller estuvo vinculada. Fue llevada dos veces ante la Inquisición.

## Trayectoria
Teresa de Lucena nació en 1467. Fue una de las seis hijas de Juan de Lucena, comerciante e impresor de libros hebreos. Tras la persecución de los conversos en Toledo en 1467 la familia se trasladó a Sevilla. Algo más tarde regresaron a Toledo y se instalaron en La Puebla de Montalbán.
Teresa estuvo siempre vinculada al taller familiar de impresión junto a sus hermanas.Catalina y Teresa de Lucena ayudaban a su padre a realizar libros de molde en hebraico. Las dos hermanas jugaron un papel fundamental en los primeros años de la imprenta en España.
Tras una nueva persecución a los judios en 1481 Juan de Lucena huyó a Roma donde se quedó hasta su fallecimiento en 1510. Algunas de las hermanas se fueron a Portugal mientras que Catalina y Teresa se quedaron en La Puebla de Montalbán. En 1485 fueron llamadas a declarar por la Inquisición acusadas de guardar el sábado y observar la fe judía. Fueron condenadas a distintas penas. Su proceso fue reabierto dos veces, en 1510 y 1530. Teresa de Lucena fue condenada finalmente a años de cárcel y a una multa. 
Los últimos años de su vida Teresa de Lucena se instaló en Orgaz, Toledo, cargando hasta el final con el peso social de sus procesos inquisitoriales.
En 2022 se publicó el libro I, Teresa de Lucena: Reflections on the Trial of a Conversa en la editorial Modern Memoirs en el que se cuenta su historia y cómo enfrentó el proceso inquisitorial.